# Carlo Trigilia
Carlo Trigilia (ur. 18 czerwca 1951 w Syrakuzach) – włoski socjolog, wykładowca akademicki, od 2013 do 2014 minister ds. spójności terytorialnej w rządzie Enrica Letty.

## Życiorys
Z wykształcenia socjolog, specjalizujący się w socjologii gospodarczej. W trakcie kariery naukowej doszedł do stanowiska profesora zwyczajnego na Uniwersytecie we Florencji. Został również na tej uczelni dyrektorem europejskiego centrum badań nad rozwojem lokalnym i regionalnym (Centro Europeo di Studi sullo Sviluppo Locale e Regionale). Prowadził także wykłady na Uniwersytecie w Palermo, Uniwersytecie w Trydencie i na Harvard University.
Przystąpił do Partii Demokratycznej. Został prezesem fundacji RES zajmującej się badaniami ekonomicznymi i socjologicznymi na Sycylii.
27 kwietnia 2013 kandydat na premiera Enrico Letta ogłosił jego nominację na urząd ministra ds. spójności terytorialnej. Funkcję ministra objął następnego dnia i pełnił ją do 22 lutego 2014.

## Wybrane publikacje
- Grandi partiti e piccole imprese: comunisti e democristiani nelle regioni a economia diffusa, Bolonia 1986
- Sviluppo senza autonomia. Effetti perversi delle politiche nel Mezzogiorno, Bolonia 1994
- La costruzione sociale dell'innovazione: economia, società e territorio, Florencja 2008
- Sociologia economica, Bolonia 2009
- Non c'è Nord senza Sud, Bolonia 2012